# Шифвајлер
Шифвајлер (њем. Schiffweiler) општина је у њемачкој савезној држави Сарланд. Једно је од 7 општинских средишта округа Нојнкирхен. Према процјени из 2010. у општини је живјело 16.796 становника. Посједује регионалну шифру (AGS) 10043116.

## Географски и демографски подаци
Шифвајлер се налази у савезној држави Сарланд у округу Нојнкирхен. Општина се налази на надморској висини од 260–420 метара. Површина општине износи 21,3 km². У самом мјесту је, према процјени из 2010. године, живјело 16.796 становника. Просјечна густина становништва износи 788 становника/km².

## Међународна сарадња
| Мјесто          | Држава   | Врста сарадње | Од    |
| --------------- | -------- | ------------- | ----- |
| Санкт Петербург | Русија   | пријатељство  | 1991. |
| Грајфенбург     | Аустрија | партнерство   | 1973. |
| Извор           |          |               |       |